# Belle-et-Houllefort
Pour les articles homonymes, voir Belle.
Belle-et-Houllefort est une commune française située dans le département du Pas-de-Calais en région Hauts-de-France. Ses habitants sont appelés les Bellois. La commune est membre de la communauté de communes de Desvres - Samer.
Le territoire de la commune est situé dans le parc naturel régional des Caps et Marais d'Opale.

## Géographie

### Localisation
Localisée dans le nord-ouest du département du Pas-de-Calais, Belle-et-Houllefort se situe dans la vallée du Wimereux à 14 km au nord-ouest de Desvres et à 13 km à l'est de Boulogne-sur-Mer (chef-lieu d'arrondissement),.
Le territoire de la commune est limitrophe de ceux de sept communes.
Les communes limitrophes sont Wierre-Effroy, Rety, La Capelle-lès-Boulogne, Bellebrune, Boursin, Colembert et Conteville-lès-Boulogne.

### Géologie et relief
La superficie de la commune est de 9,14 km2 ; son altitude varie de 26  à   84 mètres.

### Hydrographie
Le territoire de la commune est situé dans le bassin Artois-Picardie.
La commune est drainée par huit cours d'eau :
- le Wimereux, fleuve côtier d'une longueur de 22,06 km, qui prend sa source dans la commune de Colembert et se jette dans la Manche à Wimereux[5] ;
- le ruisseau de Grigny, d'une longueur de 7,80 km, qui se jette dans le Wimereux au niveau de la commune et qui prend sa source dans la commune de Boursin[6] ;
- la Vignette, d'une longueur de 4,22 km, qui prend sa source dans la commune de Baincthun et se jette dans le Wimereux au niveau de la commune de Belle-et-Houllefort[7] ;
- le ruisseau du camp, d'une longueur de 2,75 km[8] ;
- le ruisseau la Prêle, d'une longueur de 2,14 km, qui prend sa source dans la commune de Bellebrune et se jette dans la Vignette au niveau de la commune de Belle-et-Houllefort[9] ;
- le ruisseau de Bellebrune, d'une longueur de 1,86 km, qui prend sa source dans la commune de Crémarest et conflue dans le ruisseau la Prêle au niveau de la commune de Belle-et-Houllefort[10] ;
- la Vignette 2, d'une longueur de 0,88 km[11] ;
- le Château de la Villeneuve, d'une longueur de 0,78 km[12].

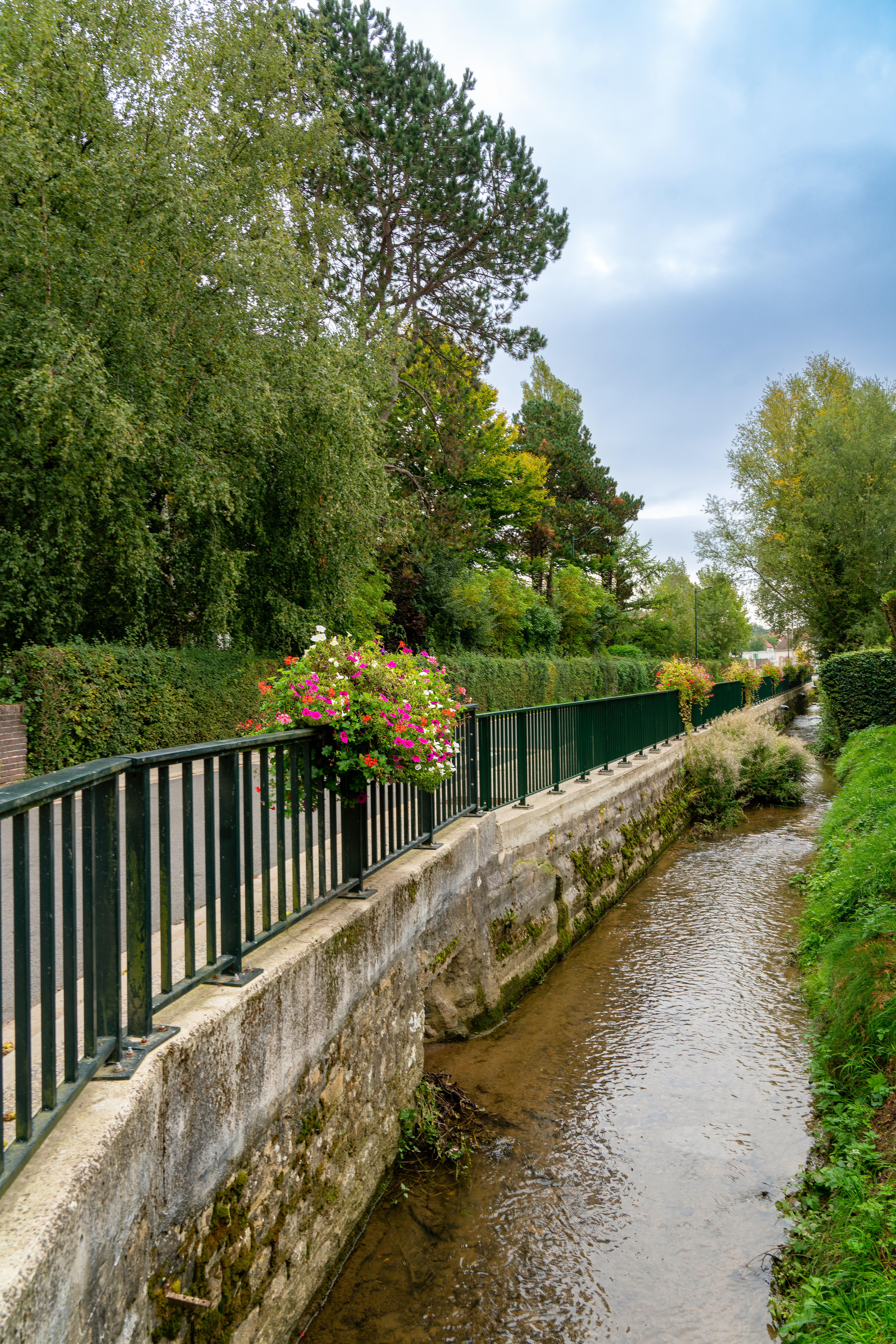
La Vignette.
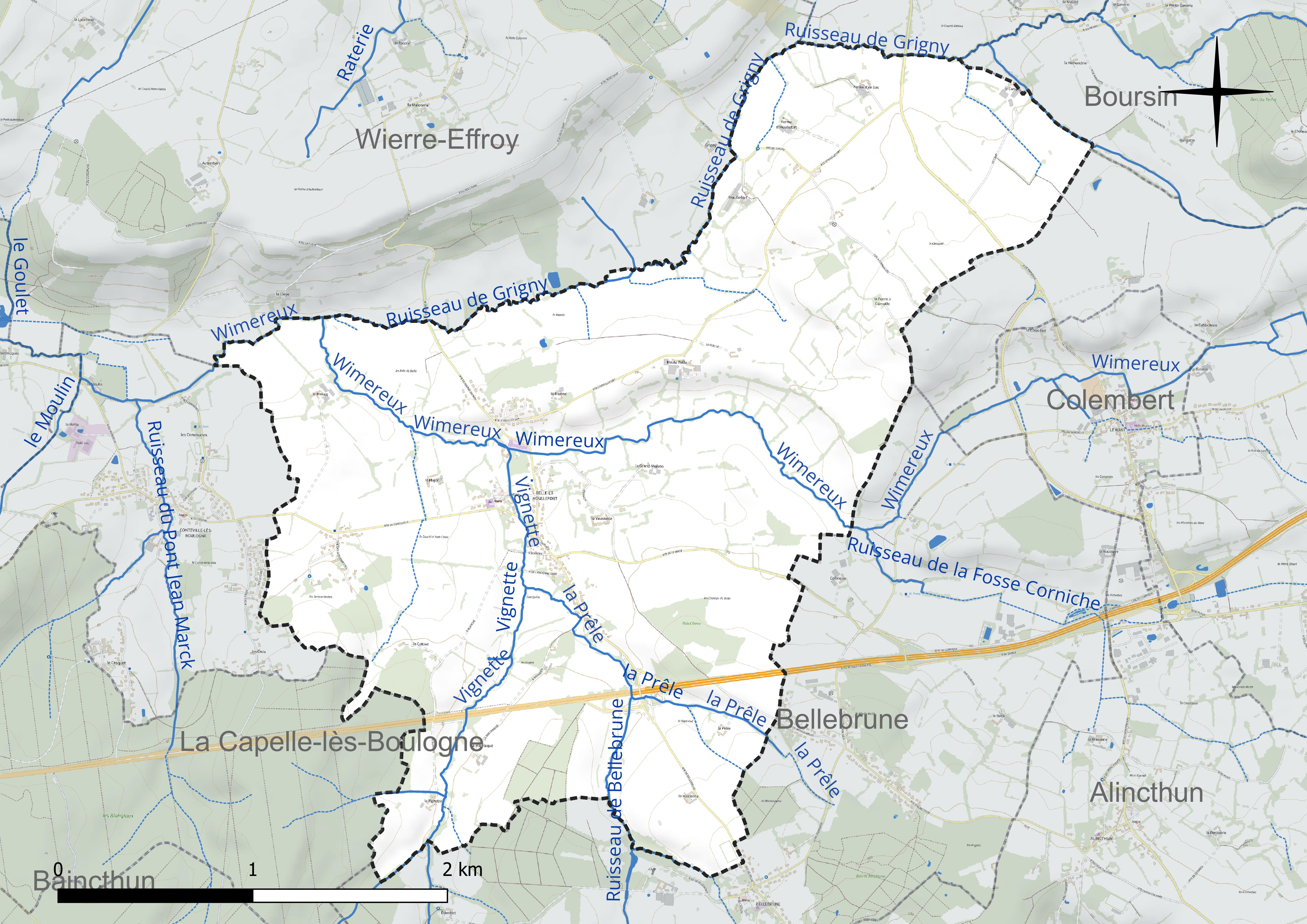
Réseau hydrographique de Belle-et-Houllefort[Note 1].

### Climat
Pour des articles plus généraux, voir Climat des Hauts-de-France et Climat du Pas-de-Calais.
En 2010, le climat de la commune est de type climat océanique franc, selon une étude du CNRS s'appuyant sur une série de données couvrant la période 1971-2000. En 2020, Météo-France publie une typologie des climats de la France métropolitaine dans laquelle la commune est exposée à un climat océanique et est dans la région climatique Côtes de la Manche orientale, caractérisée par un faible ensoleillement (1 550 h/an) ; forte humidité de l’air (plus de 20 h/jour avec humidité relative > 80 % en hiver), vents forts fréquents.
Pour la période 1971-2000, la température annuelle moyenne est de 10,3 °C, avec une amplitude thermique annuelle de 13,2 °C. Le cumul annuel moyen de précipitations est de 876 mm, avec 12,9 jours de précipitations en janvier et 8 jours en juillet. Pour la période 1991-2020, la température moyenne annuelle observée sur la station météorologique la plus proche, située sur la commune de Boulogne-sur-Mer à 10 km à vol d'oiseau, est de 11,2 °C et le cumul annuel moyen de précipitations est de 824,5 mm,. Pour l'avenir, les paramètres climatiques de la commune estimés pour 2050 selon différents scénarios d'émission de gaz à effet de serre sont consultables sur un site dédié publié par Météo-France en novembre 2022.

### Paysages
Pour un article plus général, voir Paysage en France.
La commune s'inscrit dans les « paysages boulonnais » tels qu'ils sont définis dans l'atlas de paysages de la région Nord-Pas-de-Calais, conçu par la direction régionale de l'Environnement, de l'Aménagement et du Logement (DREAL),.
Les « paysages boulonnais » qui concernent 66 communes, se délimitent : au nord, par les paysages des coteaux calaisiens et du Pays de Licques, à l’est, par le paysage du Haut pays d'Artois, et au sud, par les paysages Montreuillois.
Les « paysages boulonnais », constitués d'une boutonnière bordée d'une cuesta définissant un pays d'enclosure, sont essentiellement un paysage bocager composé de 47 % de son sol en herbe ou en forêt et de 31 % en herbage, avec, dans le sud et l'est, trois grandes forêts, celle de Boulogne, d'Hardelot et de Desvres et, au nord, le bassin de carrière avec l'extraction de la pierre de Marquise depuis le Moyen Âge et de la pierre marbrière dont l'extraction s'est développée au XIXe siècle.
La boutonnière est formée de trois ensembles écopaysagers : le plateau calcaire d'Artois qui forme le haut Boulonnais, la boutonnière qui forme la cuvette du bas Boulonnais et la cuesta formée d'escarpements calcaires.
Dans ces paysages, on distingue trois entités : 
- les vastes champs ouverts du Haut Boulonnais ;
- le bocage humide dans le Bas Boulonnais ;
- la couronne de la cuesta avec son dénivelé important et son caractère boisé[20].

### Milieux naturels et biodiversité

#### Espace protégé et géré
La protection réglementaire est le mode d’intervention le plus fort pour préserver des espaces naturels remarquables et leur biodiversité associée.
le parc naturel régional des Caps et Marais d'Opale, d’une superficie de 132 499 ha réparties sur 154 communes, géré par le syndicat mixte d'aménagement et de gestion du parc naturel régional des Caps et Marais d'Opale.

#### Zones naturelles d'intérêt écologique, faunistique et floristique
L’inventaire des zones naturelles d'intérêt écologique, faunistique et floristique (ZNIEFF) a pour objectif de réaliser une couverture des zones les plus intéressantes sur le plan écologique, essentiellement dans la perspective d’améliorer la connaissance du patrimoine naturel national et de fournir aux différents décideurs un outil d’aide à la prise en compte de l’environnement dans l’aménagement du territoire.
Le territoire communal comprend trois ZNIEFF de type 1 : 
- la forêt domaniale de Boulogne-sur-Mer et ses lisières. La forêt domaniale de Boulogne-sur-Mer s’étend entre la RN 42 et la RN 1, en arrière de l’agglomération de Boulogne-sur-Mer. Elle appartient au vaste complexe bocager et forestier de la Liane et du bas-Boulonnais[23] ;
- le bocage et bois de Bellebrune. Le site est constitué d’un ensemble forestier et d’un complexe bocager établis l’un et l’autre sur les argiles et marnes de l’Oxfordien. La géomorphologie est assez plane malgré quelques vallonnements[24] ;
- la vallée du Wimereux entre Wimille et Belle-et-Houllefort. Cette partie de la vallée du Wimereux, située au nord de la RN 42, en marge de la cuvette du bas Boulonnais, marque les limites entre les terrains jurassiques et le bassin calcaire de Marquise-Rinxent[25].

et une ZNIEFF de type 2 :
le complexe bocager du Bas-Boulonnais et de la Liane. Le complexe bocager du bas-Boulonnais et de la Liane s’étend entre Saint-Martin-Boulogne et Saint-Léonard à l’ouest et Quesques et Lottinghen à l’est. Il correspond à la cuvette herbagère du bas-Boulonnais.

Carte des ZNIEFF de type 1 et 2 sur la commune
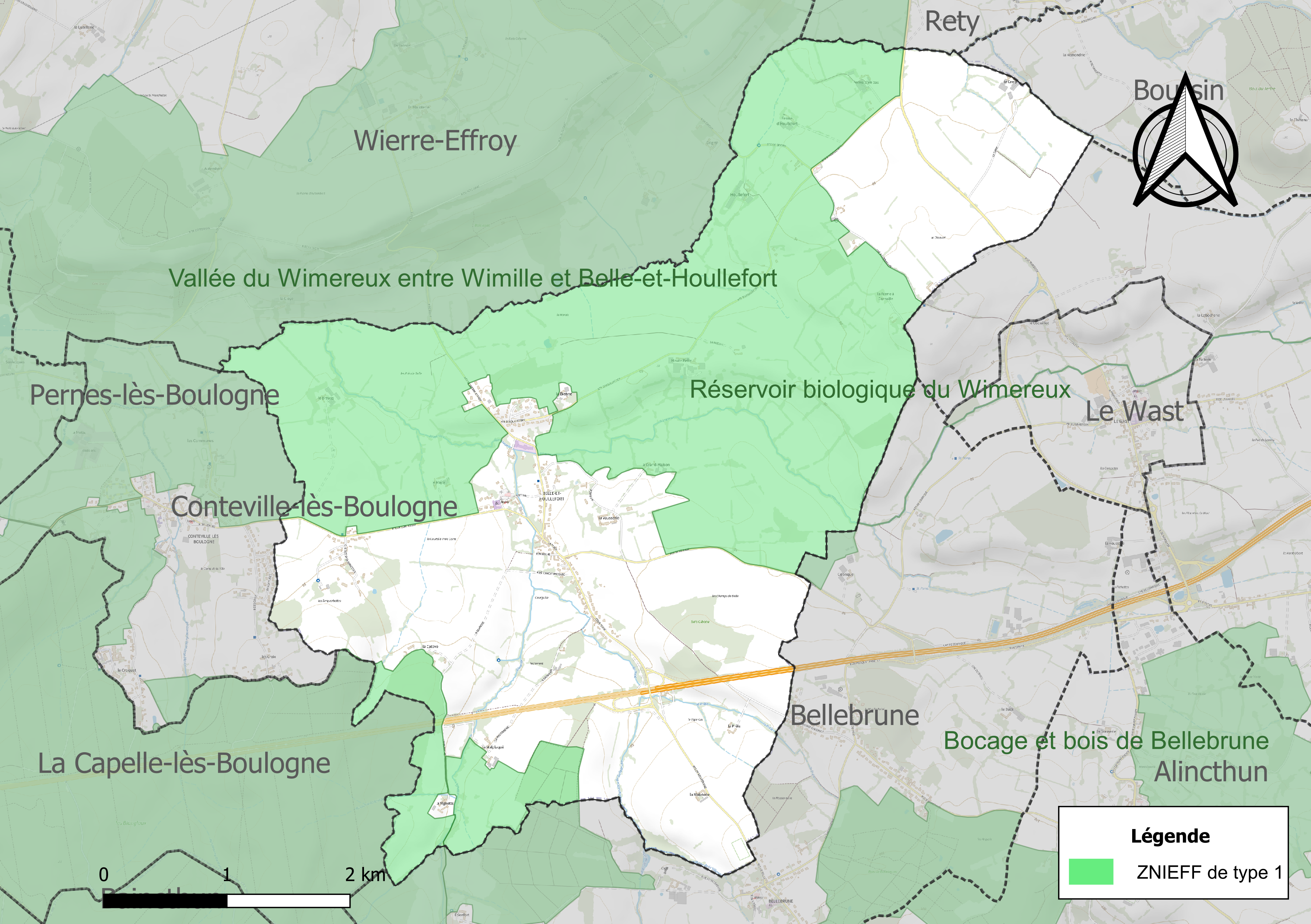
Carte de la ZNIEFF de type 1 sur la commune.
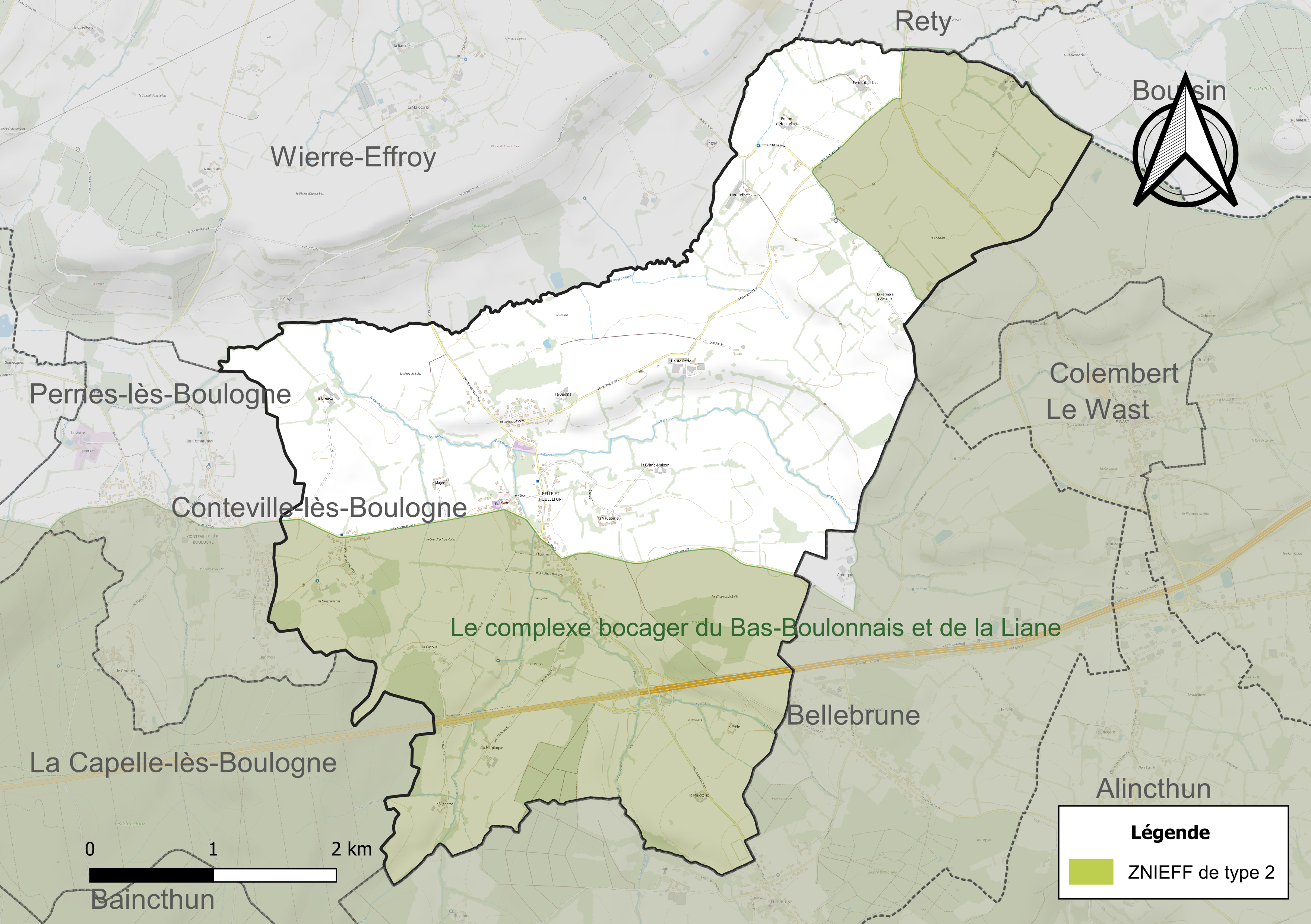
Carte de la ZNIEFF de type 2 sur la commune.

## Urbanisme

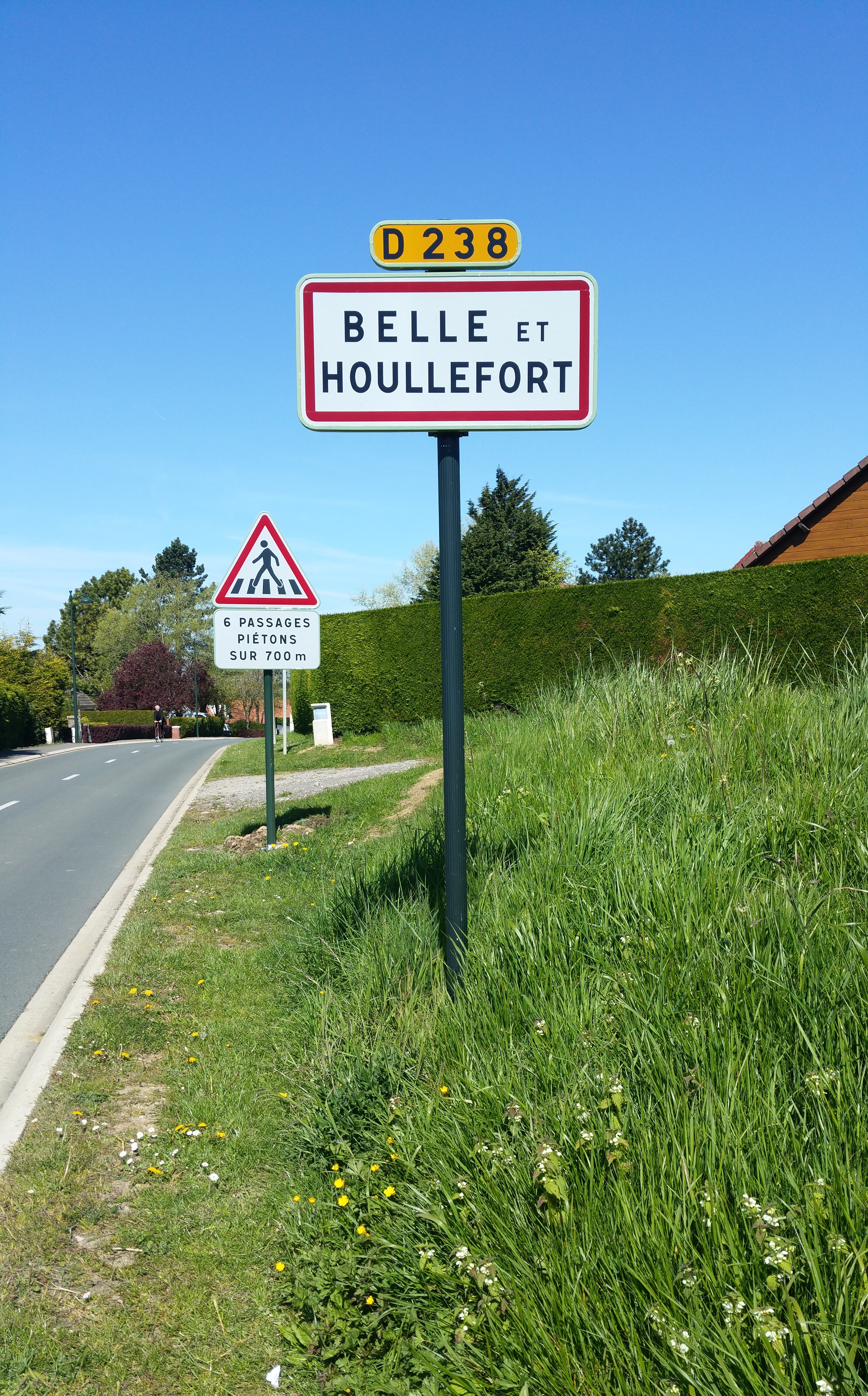

### Typologie
Au 1er janvier 2024, Belle-et-Houllefort est catégorisée commune rurale à habitat dispersé, selon la nouvelle grille communale de densité à sept niveaux définie par l'Insee en 2022.
Elle est située hors unité urbaine. Par ailleurs la commune fait partie de l'aire d'attraction de Boulogne-sur-Mer, dont elle est une commune de la couronne,. Cette aire, qui regroupe 80 communes, est catégorisée dans les aires de 50 000 à moins de 200 000 habitants,.

### Occupation des sols
L'occupation des sols de la commune, telle qu'elle ressort de la base de données européenne d’occupation biophysique des sols Corine Land Cover (CLC), est marquée par l'importance des territoires agricoles (94,3 % en 2018), en diminution par rapport à 1990 (97,9 %). La répartition détaillée en 2018 est la suivante : 
terres arables (61,6 %), prairies (27 %), zones agricoles hétérogènes (5,7 %), zones urbanisées (3,5 %), forêts (2,1 %). L'évolution de l’occupation des sols de la commune et de ses infrastructures peut être observée sur les différentes représentations cartographiques du territoire : la carte de Cassini (XVIIIe siècle), la carte d'état-major (1820-1866) et les cartes ou photos aériennes de l'IGN pour la période actuelle (1950 à aujourd'hui).

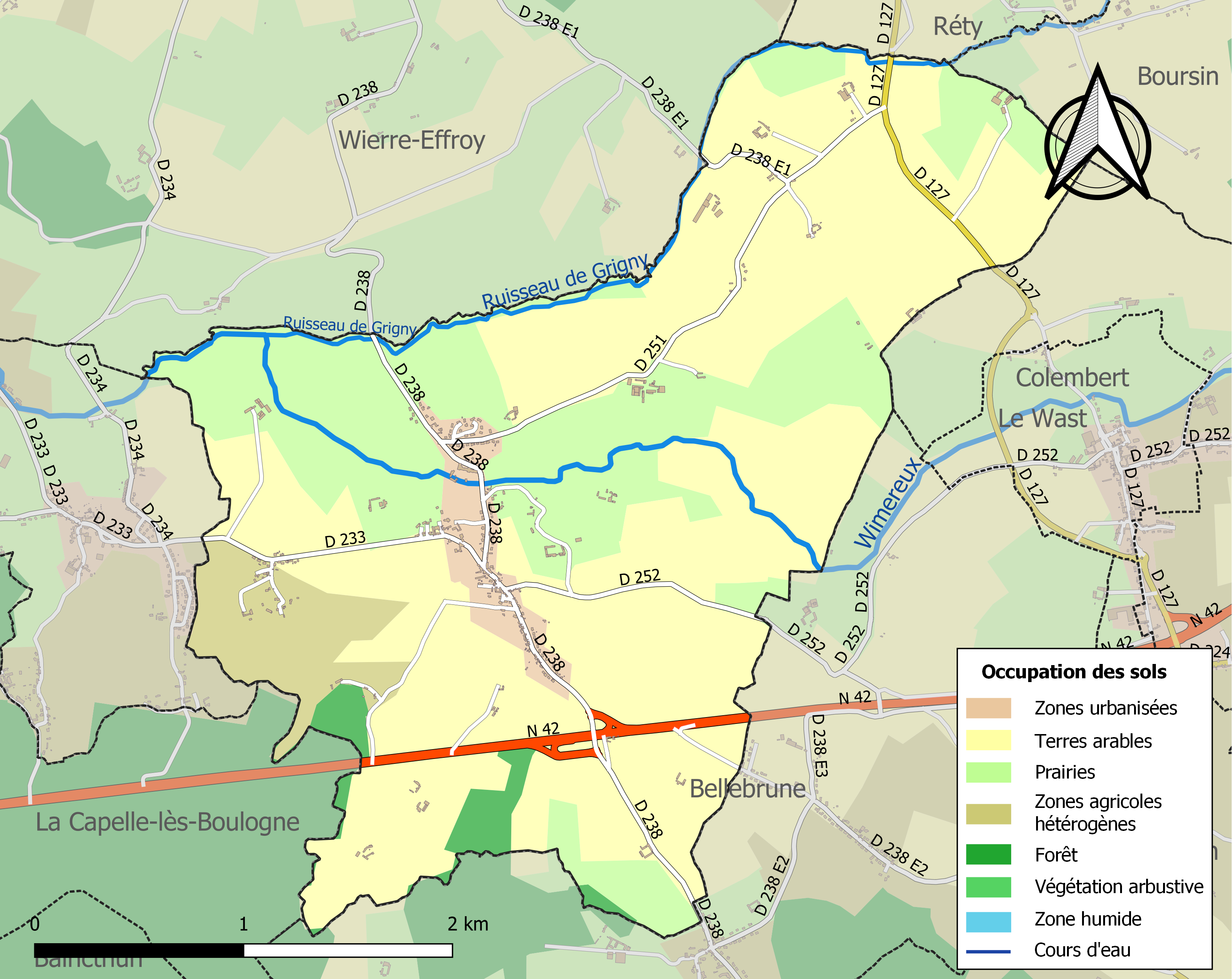
Carte des infrastructures et de l'occupation des sols de la commune en 2018 (CLC).

### Voies de communication et transports

#### Voies de communication
La commune est desservie par les routes départementales D 233, D 238, D 251 et D 252 et la commune est traversée, au sud, par N 42 qui relie Boulogne-sur-Mer et Saint-Omer.

#### Transport ferroviaire

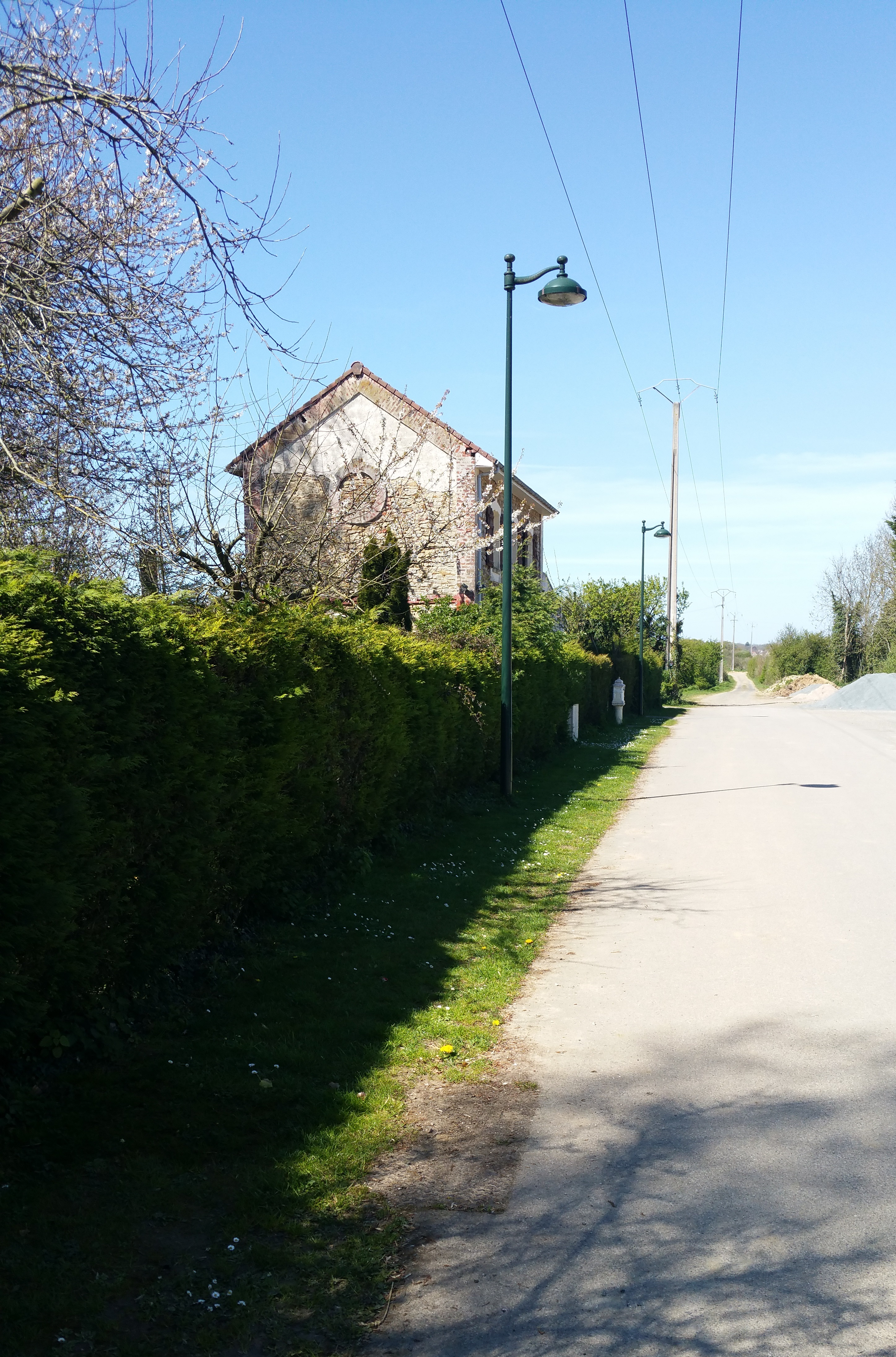
L'ancienne gare.

La commune se trouve à 14 km de la gare de Boulogne-Ville, située sur les lignes de Longueau à Boulogne-Ville et de Boulogne-Ville à Calais-Maritime. C'est une gare de la Société nationale des chemins de fer français (SNCF), desservie par des trains des réseaux TGV inOui, TERGV et TER Hauts-de-France.
La commune disposait d'une gare, du chemin de fer Boulogne - Bonningues, située sur l'ancienne ligne de chemin de fer secondaire qui reliait Boulogne-sur-Mer à Bonningues-lès-Ardres entre 1900 et 1935. Construit à voie métrique, elle était exploitée par la Compagnie des Chemins de fer économiques du Nord (CEN).

### Risques naturels et technologiques

#### Risque inondation
La commune est reconnue en état de catastrophe naturelle à la suite des inondations et coulées de boue du 1er au 3 novembre 2012.
À la suite du passage des tempêtes Ciarán, Domingos et Elisa et des inondations et coulées de boue qui se sont produites, la commune est reconnue, par arrêté du 14 novembre 2023, en état de catastrophe naturelle pour inondations et coulées de boue sur la période du 2 au 12 novembre 2023, comme 179 autres communes du département.

## Toponymie

### Belle
Le nom est attesté sous les formes Bello (1183), Belle (1259), Bellus vel Beallocus (XIIIe siècle), Bele (1371), Besle (1550), Belle et Houttefort (1793), Belle et Houlefort et Belle-et-Houllefort depuis 1801.
Ernest Nègre avance l'hypothèse du germanique bala « blanc, clair », qui donne « (eau) blanche, claire ».

### Houllefort
Le nom est attesté sous les formes Holeford (1184), Holesfort (1208), Hollefort (1224), Holfort (1334), Houlefort (XVe siècle).
D'après Ernest Nègre, Houllefort tiendrait son nom de l'adjectif germanique hohl « creux » + furt « gué » : le « gué creux ».
Une autre hypothèse avance un hydronyme plus ancien Hunulo + furt donnant le « passage sur le ruisseau ».

### Belle et Houllefort
La commune de Belle absorbe celle de Houllefort entre 1790 et 1794.
Le nom de la commune est attesté sous les formes Belle et Houttefort (1793), puis Belle et Houlefort et Belle-et-Houllefort depuis 1801.

## Histoire
Belle était autrefois l'une des quatre châtellenies du comté de Boulogne.
Au XIVe siècle et au XVe siècle la seigneurie de Houllefort appartenait à une branche cadette de la maison de Bournonville.
Le 7 septembre 1579, la ville d'Hénin-Liétard est érigée en comté, avec adjonction de la baillie et fief de Gouy-Servain, au bénéfice d'Oudard de Bournonville, chevalier, baron de Barlin et Houllefort, seigneur de Capres, Divion, Ranchicourt, Tournes, Bandas, du Maisnil, gentilhomme de la bouche du roi (maître d'hôtel du roi), chef d'une bande d'hommes d'armes, gouverneur et capitaine des ville et cité d'Arras, capitaine d'une compagnie de chevau-légers.
En 1600, les fiefs de Houllefort et de Bournonville sont érigés en duché, le duché de Bournonville, en faveur d'Alexandre Ier de Bournonville.

## Politique et administration

### Découpage territorial
La commune se trouve dans l'arrondissement de Boulogne-sur-Mer du département du Pas-de-Calais depuis 1801.

#### Commune et intercommunalités
La commune est membre de la communauté de communes de Desvres - Samer.

#### Circonscriptions administratives
La commune était rattachée au canton de Henneveux en 1793 et est rattachée au canton de Desvres depuis 1801.

#### Circonscriptions électorales
Pour l'élection des députés, la commune fait partie de la sixième circonscription du Pas-de-Calais.

### Élections municipales et communautaires

#### Liste des maires
| Période                                  | Période   | Identité         | Étiquette | Qualité                                                                              |
| ---------------------------------------- | --------- | ---------------- | --------- | ------------------------------------------------------------------------------------ |
| Les données manquantes sont à compléter. |           |                  |           |                                                                                      |
| 1927                                     |           | Hubert Lavoisier |           |                                                                                      |
| mars 1989                                | mars 2001 | Gérard Vasseur   |           |                                                                                      |
| mars 2001                                | 2014      | Jules Humières   |           | Marbrier retraité, conseiller municipal depuis 1995 Vice-président du SYMSAGEB       |
| 2014,                                    | En cours  | Michel Dufay     |           | Directeur retraité du lycée Saint-Joseph de Boulogne Réélu pour le mandat 2020-2026, |

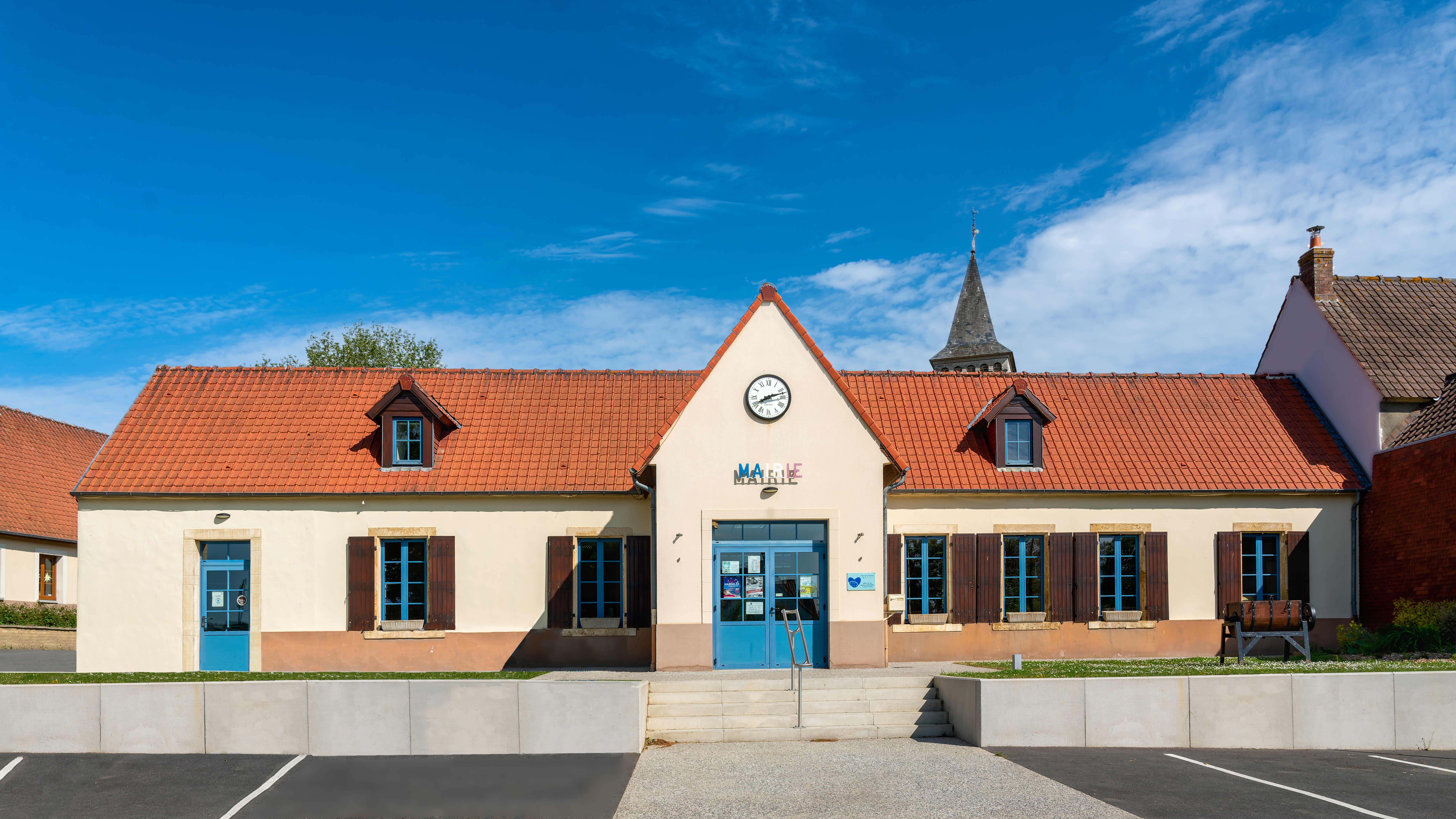
La mairie actuelle.
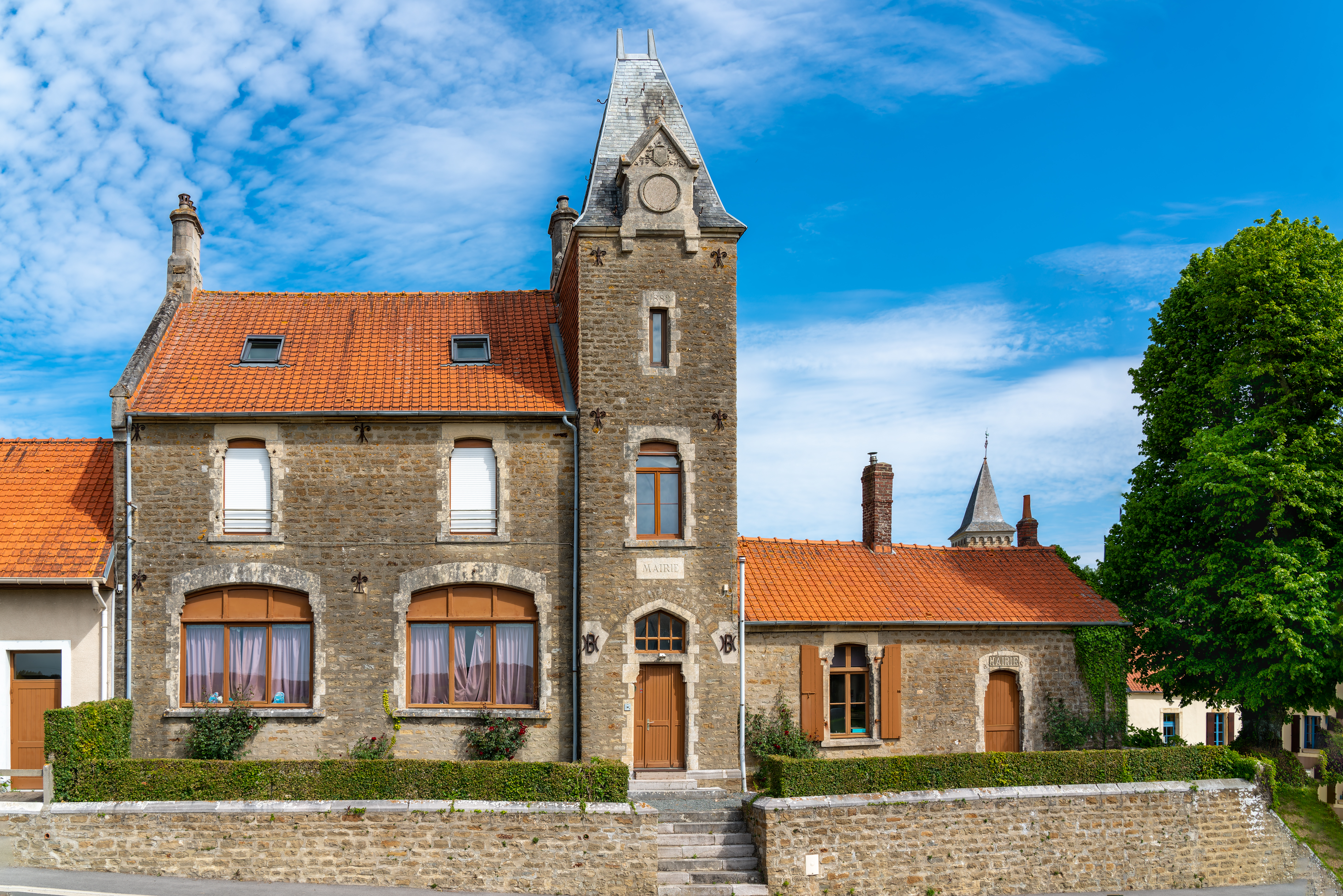
L'ancienne mairie-école.

## Équipements et services publics

### Justice, sécurité, secours et défense
La commune dépend du tribunal judiciaire de Boulogne-sur-Mer, du conseil de prud'hommes de Boulogne-sur-Mer, de la cour d'appel de Douai, du tribunal de commerce de Boulogne-sur-Mer, du tribunal administratif de Lille, de la cour administrative d'appel de Douai, , de la cour administrative d'appel de Douai et du tribunal pour enfants de Boulogne-sur-Mer.

## Population et société

### Démographie
Les habitants de la commune sont appelés les Bellois.

#### Évolution démographique
L'évolution du nombre d'habitants est connue à travers les recensements de la population effectués dans la commune depuis 1793. Pour les communes de moins de 10 000 habitants, une enquête de recensement portant sur toute la population est réalisée tous les cinq ans, les populations de référence des années intermédiaires étant quant à elles estimées par interpolation ou extrapolation. Pour la commune, le premier recensement exhaustif entrant dans le cadre du nouveau dispositif a été réalisé en 2007.

En 2022, la commune comptait 524 habitants, en évolution de −6,26 % par rapport à 2016 (Pas-de-Calais : −0,72 %, France hors Mayotte : +2,11 %).
| 1793 | 1800 | 1806 | 1821 | 1831 | 1836 | 1841 | 1846 | 1851 |
| ---- | ---- | ---- | ---- | ---- | ---- | ---- | ---- | ---- |
| 361  | 345  | 397  | 404  | 355  | 390  | 396  | 324  | 351  |

| 1856 | 1861 | 1866 | 1872 | 1876 | 1881 | 1886 | 1891 | 1896 |
| ---- | ---- | ---- | ---- | ---- | ---- | ---- | ---- | ---- |
| 332  | 338  | 360  | 361  | 363  | 366  | 354  | 360  | 307  |

| 1901 | 1906 | 1911 | 1921 | 1926 | 1931 | 1936 | 1946 | 1954 |
| ---- | ---- | ---- | ---- | ---- | ---- | ---- | ---- | ---- |
| 342  | 357  | 343  | 365  | 344  | 317  | 317  | 322  | 299  |

| 1962 | 1968 | 1975 | 1982 | 1990 | 1999 | 2006 | 2007 | 2012 |
| ---- | ---- | ---- | ---- | ---- | ---- | ---- | ---- | ---- |
| 278  | 267  | 278  | 340  | 405  | 533  | 526  | 525  | 543  |

| 2017 | 2022 | - | - | - | - | - | - | - |
| ---- | ---- | - | - | - | - | - | - | - |
| 560  | 524  | - | - | - | - | - | - | - |

#### Pyramide des âges
En 2018, le taux de personnes d'un âge inférieur à 30 ans s'élève à 33,8 %, soit en dessous de la moyenne départementale (36,7 %). De même, le taux de personnes d'âge supérieur à 60 ans est de 24,8 % la même année, alors qu'il est de 24,9 % au niveau départemental.
En 2018, la commune comptait 273 hommes pour 291 femmes, soit un taux de 51,6 % de femmes, légèrement supérieur au taux départemental (51,5 %).
Les pyramides des âges de la commune et du département s'établissent comme suit.
| Hommes | Classe d’âge | Femmes |
| ------ | ------------ | ------ |
| 1,5    | 90 ou +      | 4,5    |
| 7,8    | 75-89 ans    | 10,0   |
| 13,0   | 60-74 ans    | 12,5   |
| 25,1   | 45-59 ans    | 25,3   |
| 16,9   | 30-44 ans    | 15,5   |
| 18,4   | 15-29 ans    | 14,2   |
| 17,3   | 0-14 ans     | 17,9   |

| Hommes | Classe d’âge | Femmes |
| ------ | ------------ | ------ |
| 0,5    | 90 ou +      | 1,6    |
| 5,6    | 75-89 ans    | 8,9    |
| 16,7   | 60-74 ans    | 18,1   |
| 20,2   | 45-59 ans    | 19,2   |
| 18,9   | 30-44 ans    | 18,1   |
| 18,2   | 15-29 ans    | 16,2   |
| 19,9   | 0-14 ans     | 17,9   |

## Culture locale et patrimoine

### Lieux et monuments

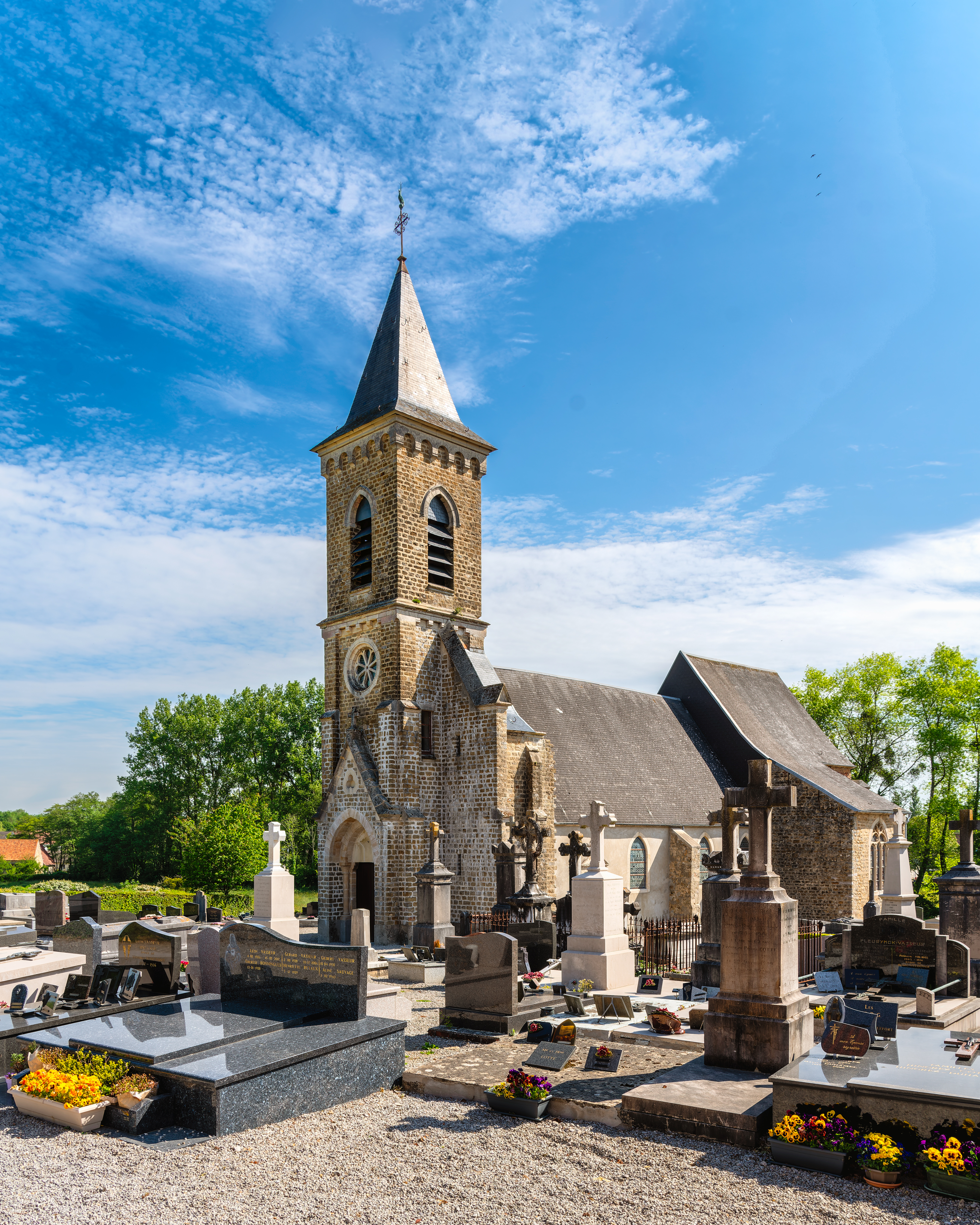
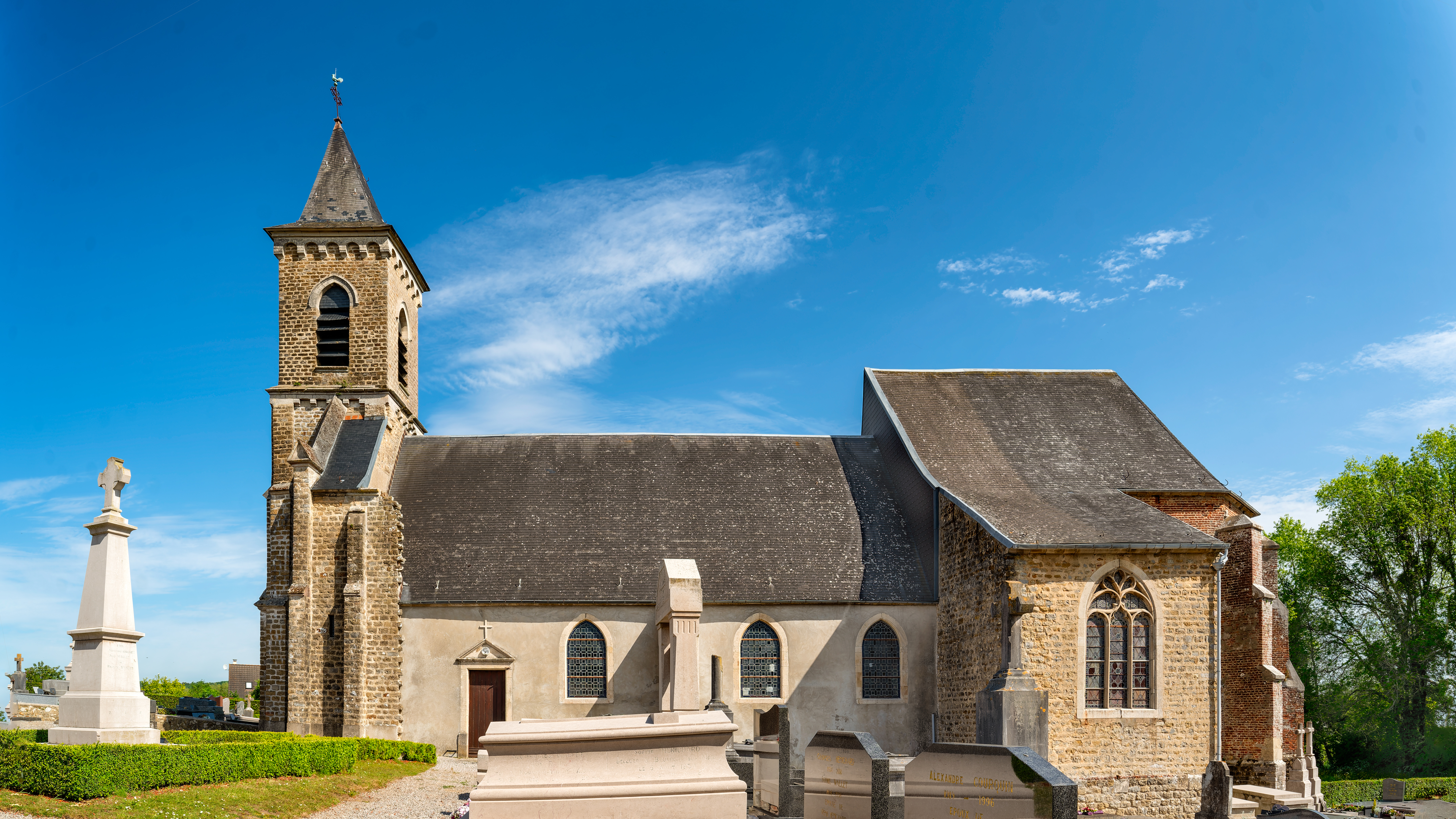
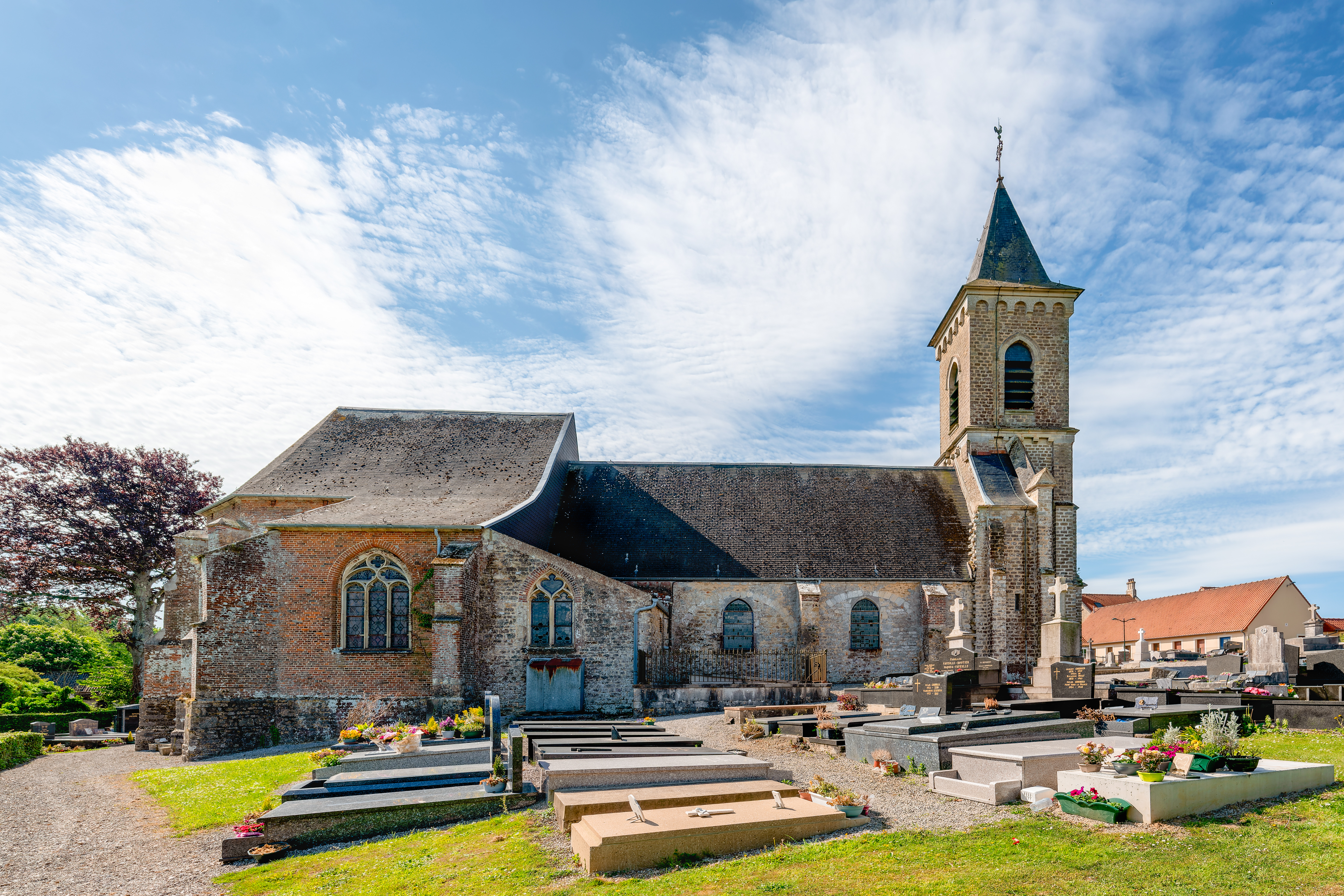
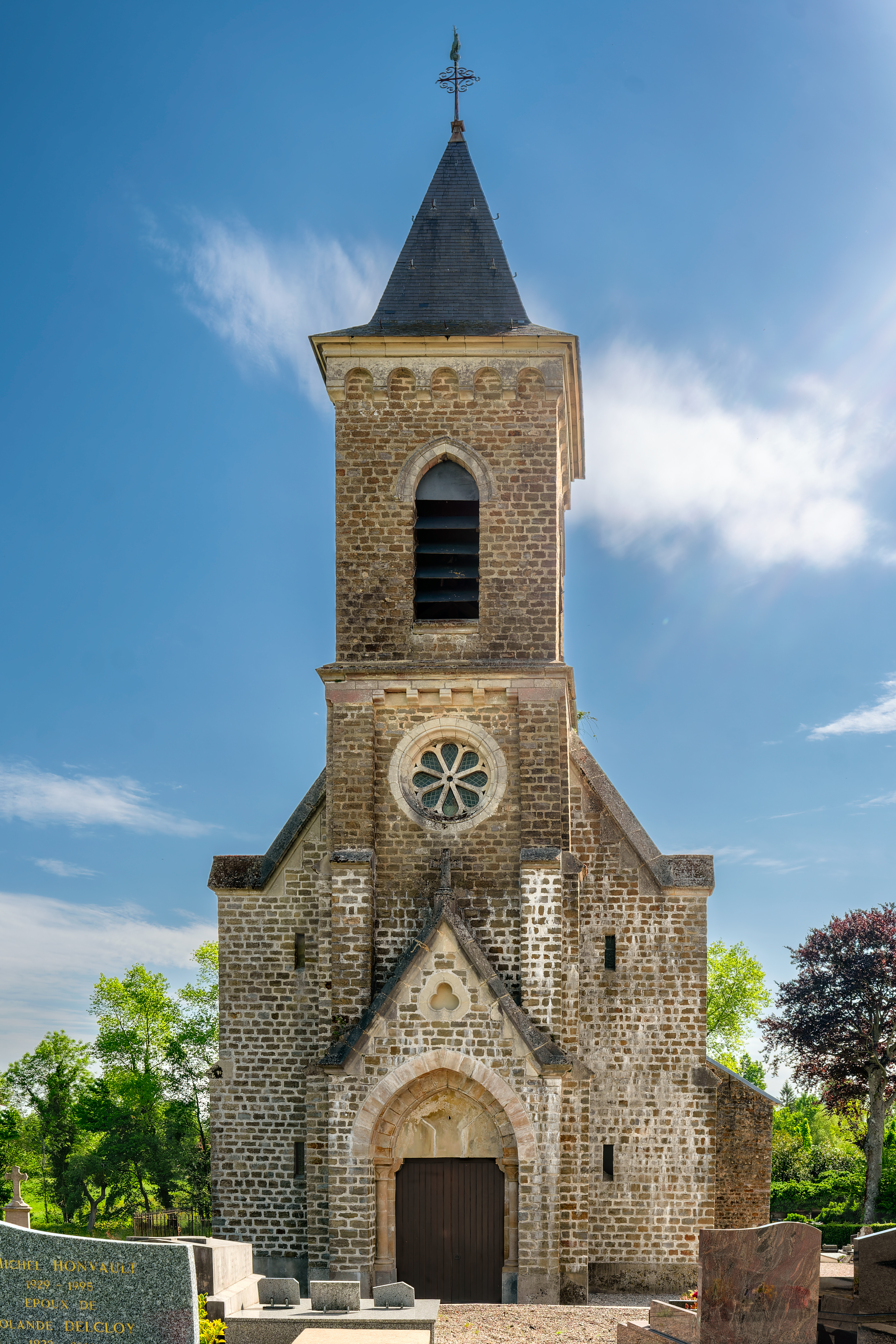

- L'église Saint-Omer de Belle ;

- L'église Saint-Michel d'Houllefort.

Construite en pierre au début du XIIe siècle, l'église présente un certain intérêt archéologique,. Sur sa face ouest on peut y distinguer les statues très abimées de deux lions classés à titre d'objet aux monuments historiques qui préfigureraient les "futures" gargouilles. Elle héberge des fonts baptismaux de la même époque également classés aux monuments historiques.

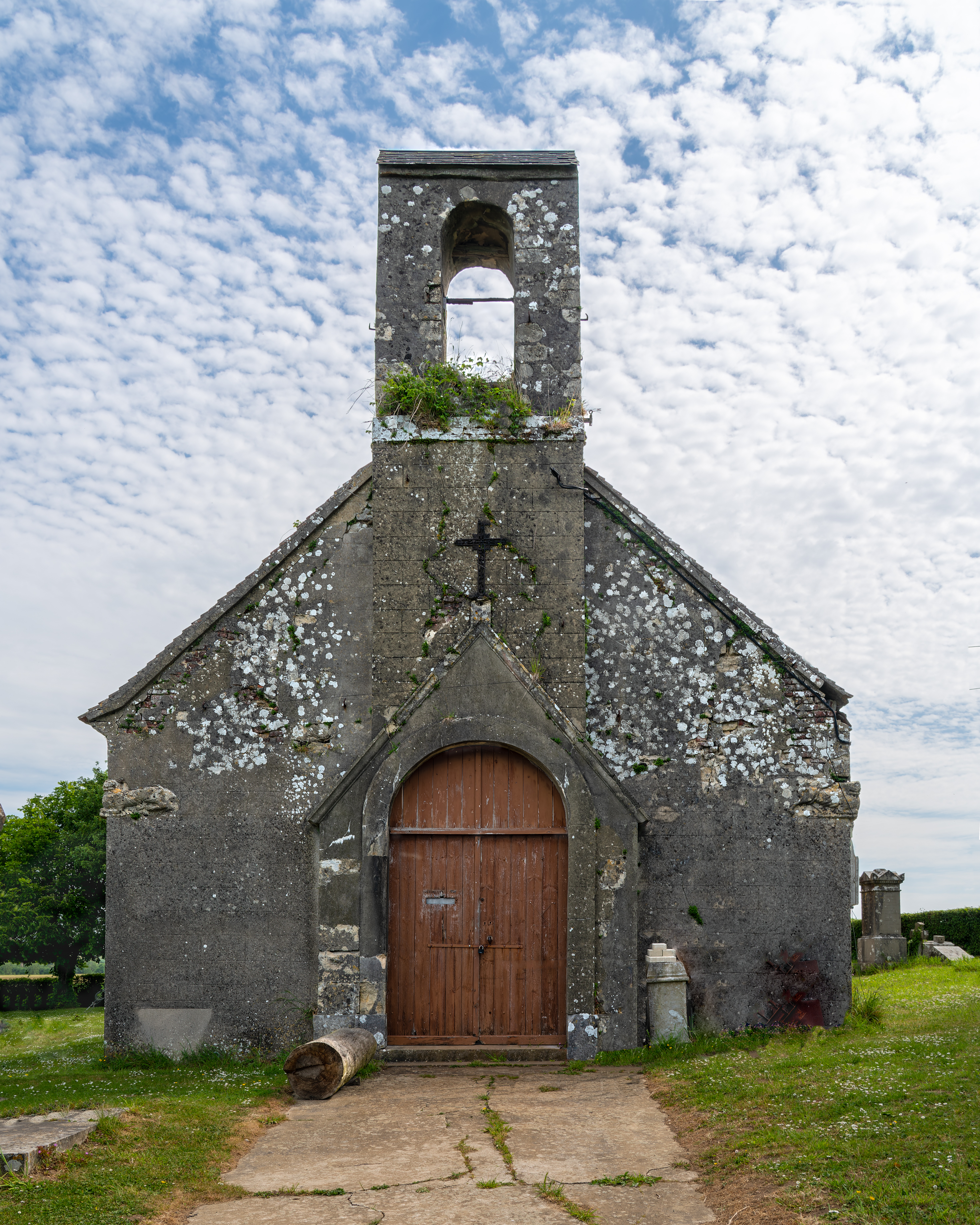
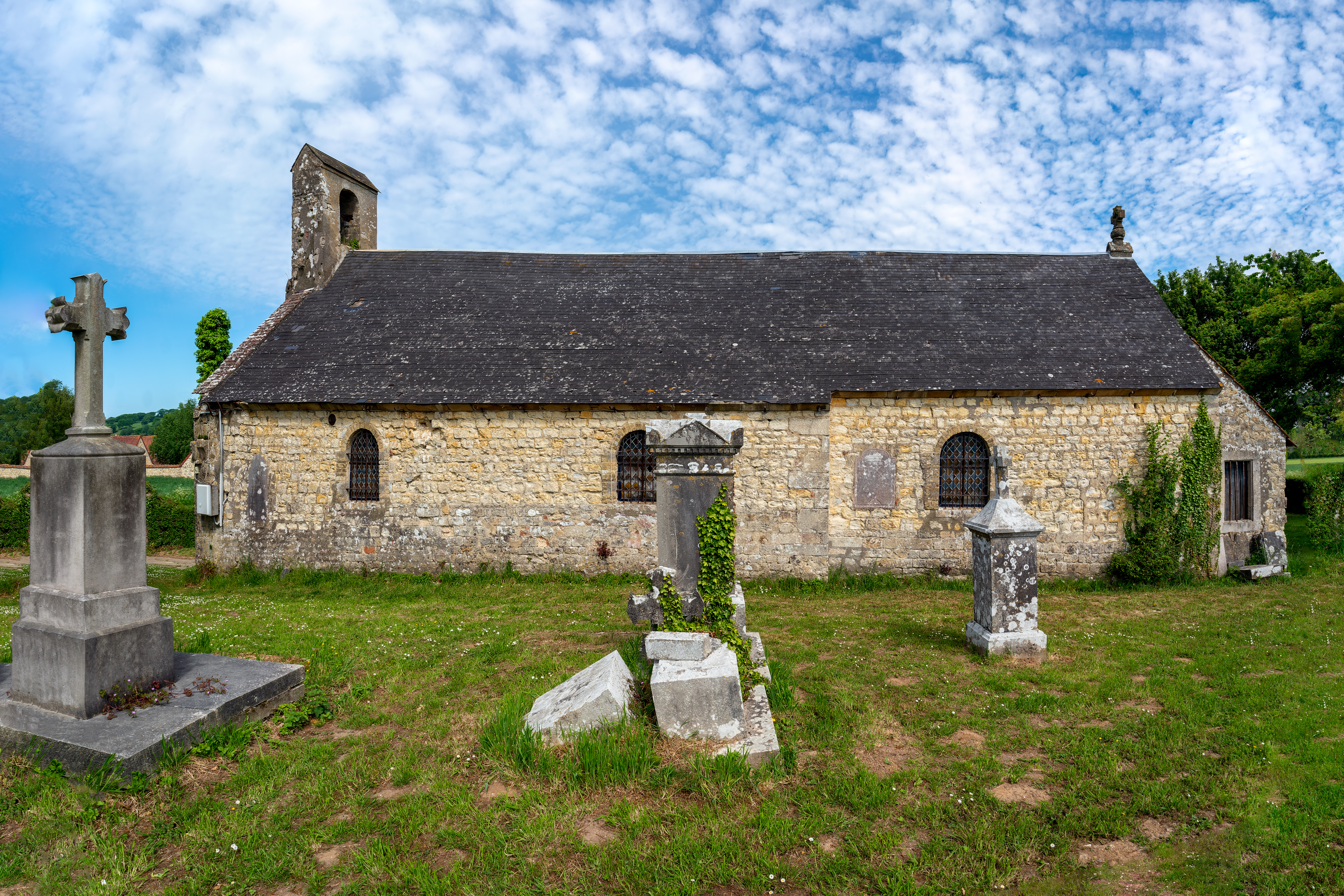
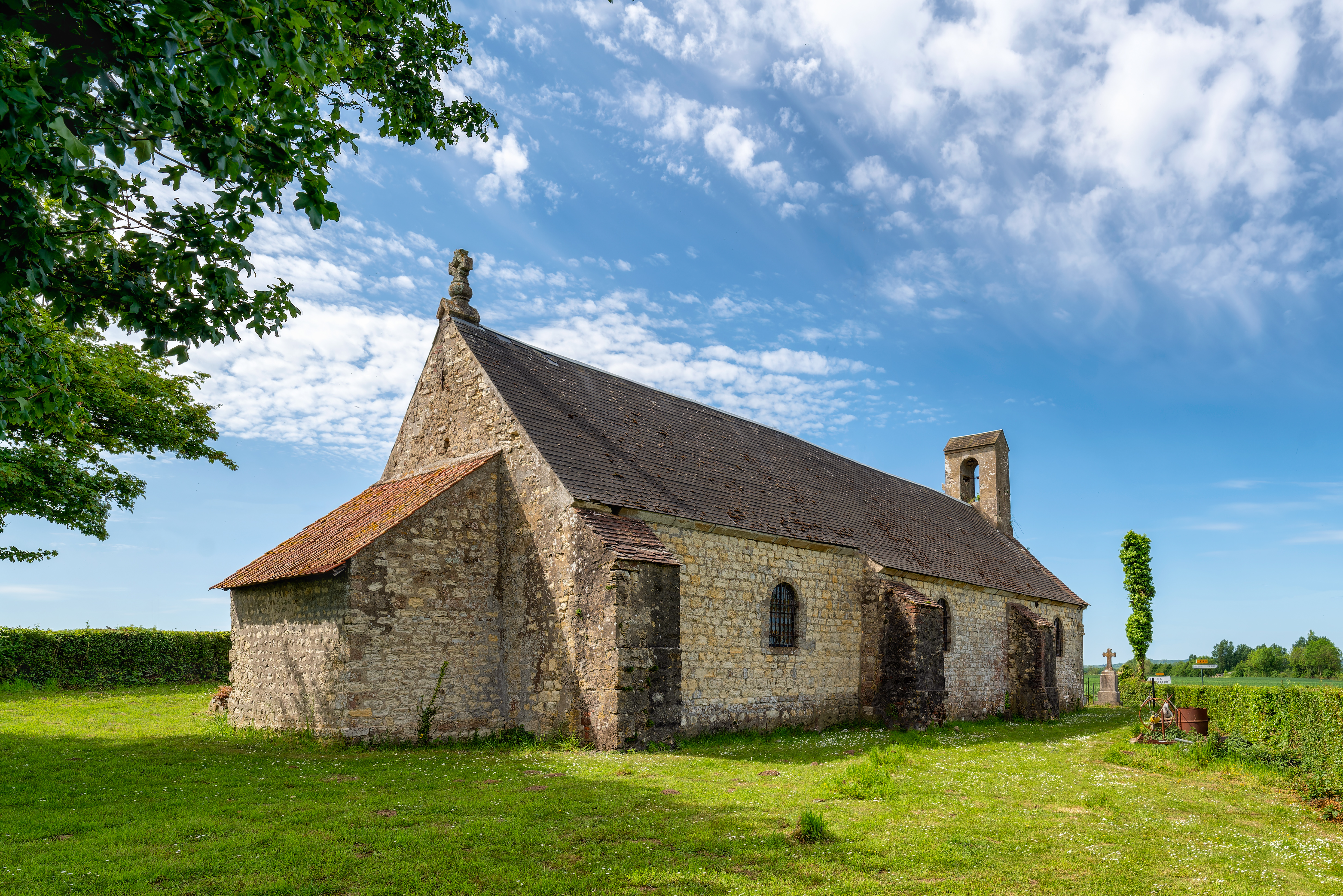

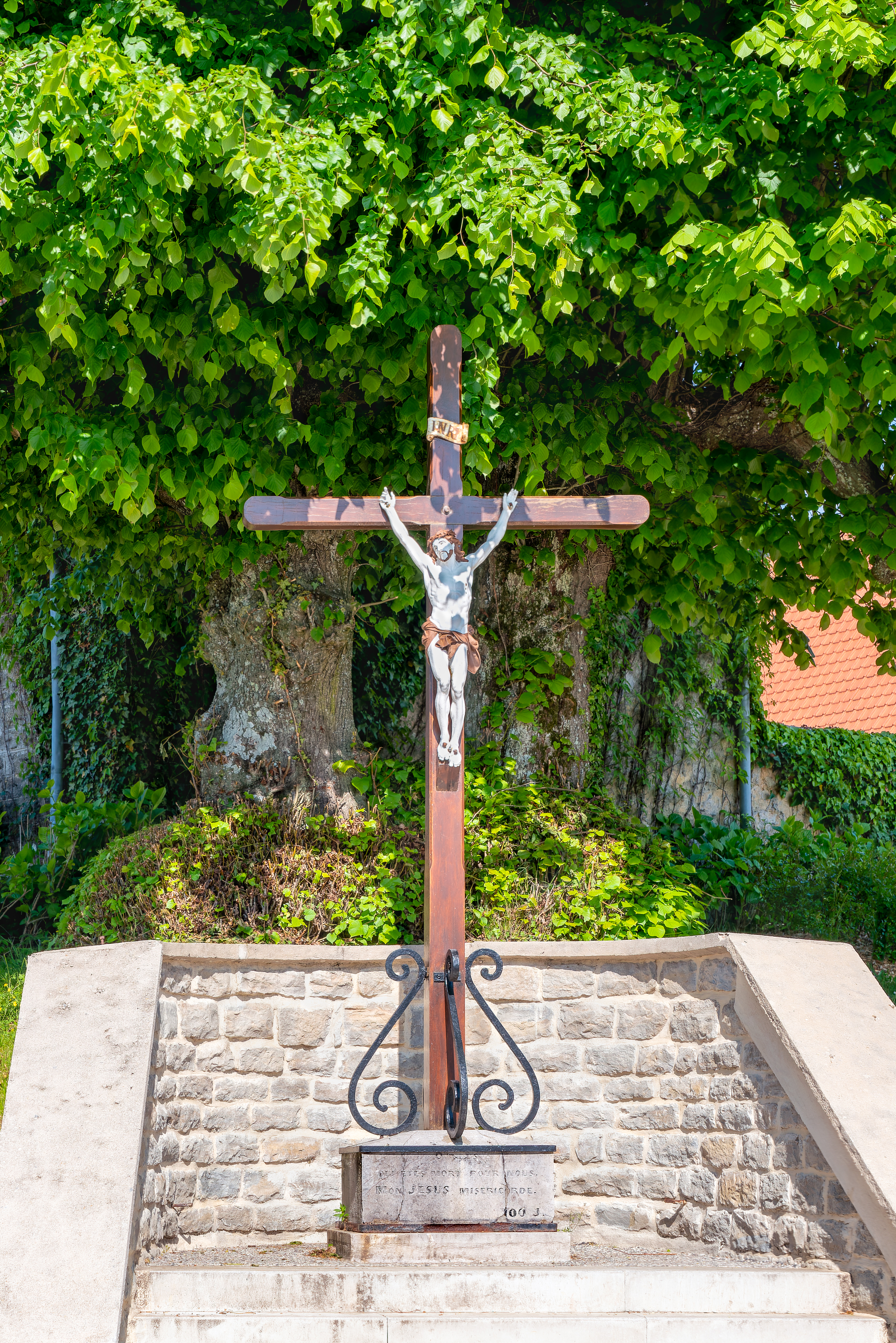
Le monument aux morts[61].
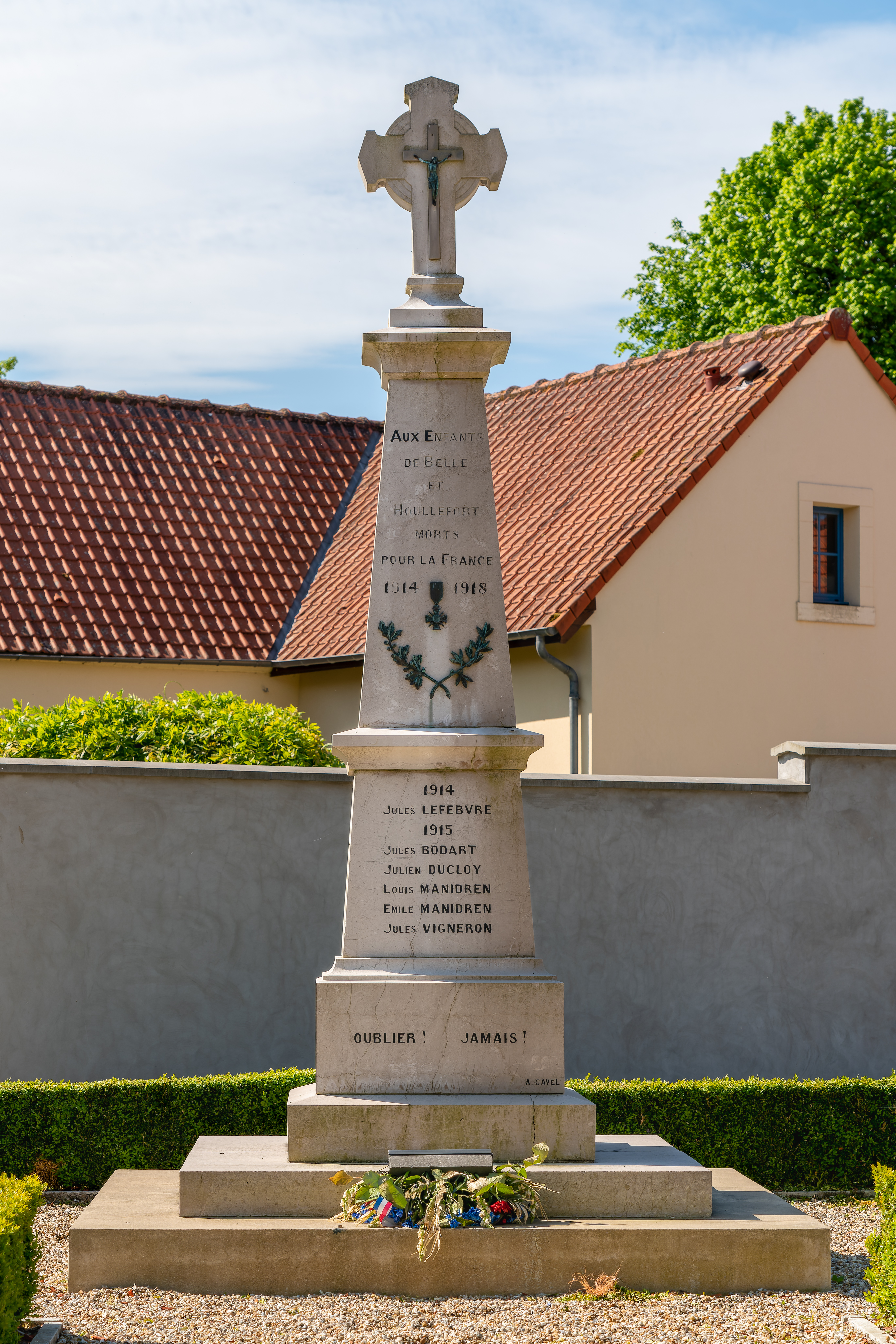
Le calvaire.

- Le calvaire.
- Le monument aux morts.

### Héraldique
| Blason de Belle-et-Houllefort | Blason  | Parti : au 1er à un dextrochère vêtu d’argent, mouvant du trait de partition, tenant une rose tigée et feuillée du même, surmonté de deux dauphins adossés du même ; au 2d de sable à un lion d'argent à la queue fourchée et passée en sautoir.                                                                 |
| Blason de Belle-et-Houllefort | Détails | Au premier du parti, les dauphins appartiennent à la famille Duquesne de Clocheville, châtelains de Belle. Au second, figurent les armes de la famille de Bournonville, seigneurs d'Houllefort, dont le lion d'argent est resté célèbre pour sa queue fourchée. Le statut officiel du blason reste à déterminer. |

## Pour approfondir